# Bembecia megillaeformis
Bembecia megillaeformis is een vlinder uit de familie wespvlinders (Sesiidae), onderfamilie Sesiinae.
Bembecia megillaeformis is voor het eerst wetenschappelijk beschreven door Hübner in 1808. De soort komt voor in het Palearctisch gebied.